# الکساندر پریمو
الکساندر پریمو (انگلیسی: Alejandro Primo؛ زادهٔ ۱۰ ژوئیهٔ ۲۰۰۴) بازیکن فوتبال اهل اسپانیا است که در پست دروازه‌بان برای اتلتیکو لوانته بازی می‌کند.